# Liste der Baudenkmale in Pegestorf
In der Liste der Baudenkmale in Pegestorf sind die Baudenkmale der niedersächsischen Gemeinde Pegestorf im Landkreis Holzminden aufgelistet.

## Allgemein
In den Spalten befinden sich folgende Informationen:
- Lage: die Adresse des Baudenkmales und die geographischen Koordinaten. Kartenansicht, um Koordinaten zu setzen. In der Kartenansicht sind Baudenkmale ohne Koordinaten mit einem roten Marker dargestellt und können in der Karte gesetzt werden. Baudenkmale ohne Bild sind mit einem blauen Marker gekennzeichnet, Baudenkmale mit Bild mit einem grünen Marker.
- Bezeichnung: Bezeichnung des Baudenkmales
- Beschreibung: die Beschreibung des Baudenkmales. Unter § 3 Abs. 2 NDSchG werden Einzeldenkmale und unter § 3 Abs. 3 NDSchG Gruppen baulicher Anlagen und deren Bestandteile ausgewiesen.
- ID: die Objekt-ID des Baudenkmales
- Bild: ein Bild des Baudenkmales, ggf. zusätzlich mit einem Link zu weiteren Fotos des Baudenkmals im Medienarchiv Wikimedia Commons. Wenn man auf das Kamerasymbol klickt, können Fotos zu Baudenkmalen aus dieser Liste hochgeladen werden:

## Pegestorf
| Lage                                       | Bezeichnung                   | Beschreibung                                                                                       | ID       | Bild           |
| ------------------------------------------ | ----------------------------- | -------------------------------------------------------------------------------------------------- | -------- | -------------- |
| B 83 51° 55′ 52″ N, 9° 27′ 37″ O           | Ehemalige Wassermühle         | Die Steinmühle Pegestorf wird 1266 erstmals urkundlich erwähnt und stellte 1960 ihren Betrieb ein. | 26803622 | Weitere Bilder |
| 51° 55′ 55″ N, 9° 27′ 49″ O                | Senator Meyer-Hermann-Denkmal | Denkmal                                                                                            | 26803606 |                |
| Hauptstraße 23 51° 55′ 39″ N, 9° 30′ 0″ O  | Wohnhaus                      | | 26803655 | BW             |
| Hauptstraße 26 51° 55′ 40″ N, 9° 29′ 58″ O | Schule                        | | 26803672 | BW             |
| Hauptstraße 38 51° 55′ 39″ N, 9° 29′ 53″ O | Wohn-/Wirtschaftsgebäude      | | 26803706 | BW             |
| Hauptstraße 41 51° 55′ 36″ N, 9° 29′ 50″ O | Wohnhaus                      | | 26803723 | BW             |
| Hauptstraße 47 51° 55′ 35″ N, 9° 29′ 48″ O | Wohnhaus                      | | 26803740 | BW             |
| Hauptstraße 50 51° 55′ 37″ N, 9° 29′ 48″ O | Wohn-/Wirtschaftsgebäude      | | 26803757 | BW             |
| Hauptstraße 56 51° 55′ 36″ N, 9° 29′ 45″ O | Wohn-/Wirtschaftsgebäude      | | 26803774 | BW             |
| Hauptstraße 58 51° 55′ 36″ N, 9° 29′ 44″ O | Wohn-/Wirtschaftsgebäude      | | 26803791 | BW             |
| Hauptstraße 60 51° 55′ 36″ N, 9° 29′ 41″ O | Wohn-/Wirtschaftsgebäude      | | 26803808 | BW             |
| Hauptstraße 63 51° 55′ 35″ N, 9° 29′ 42″ O | Wohn-/Wirtschaftsgebäude      | | 26803842 | BW             |
| Hauptstraße 64 51° 55′ 35″ N, 9° 29′ 36″ O | Wohnhaus                      | | 26803859 | BW             |
| Hauptstraße 73 51° 55′ 35″ N, 9° 29′ 39″ O | Wohnhaus                      | | 26803876 | BW             |
| Hauptstraße 51° 55′ 33″ N, 9° 29′ 26″ O    | Kriegerdenkmal                | | 26803639 | BW             |
| Kirchweg 51° 55′ 37″ N, 9° 29′ 54″ O       | Kirche (Bauwerk)              | | 26803893 | BW             |
| Neues Tor 2 51° 55′ 37″ N, 9° 29′ 50″ O    | Wohn-/Wirtschaftsgebäude      | | 26803910 | BW             |
| Neues Tor 5 51° 55′ 39″ N, 9° 29′ 46″ O    | Wohn-/Wirtschaftsgebäude      | | 26803940 | BW             |
| Suestraße 4 51° 55′ 37″ N, 9° 30′ 1″ O     | Wohn-/Wirtschaftsgebäude      | | 26803957 | BW             |